# Грінпіс

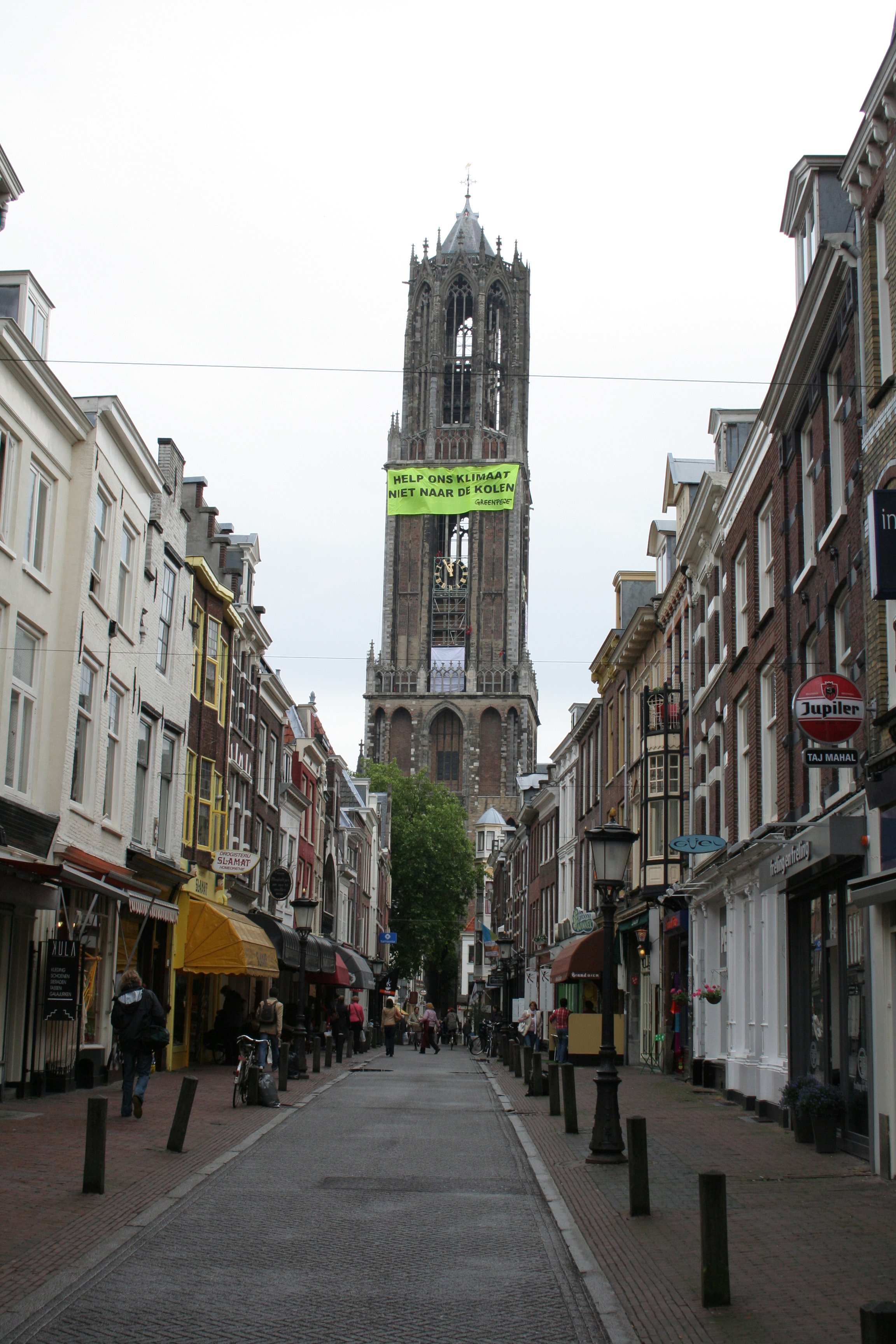
Плакат, що закликає до збереження природи, повішений активістами Грінпіс в Утрехті

Грінпіс (англ. Greenpeace) — міжнародна неурядова природоохоронна організація, заснована 1971 року в місті Ванкувер, Канада. Основні завдання організації — сприяти екологічному відродженню та привертати увагу людей та влади до збереження природи.
Основними напрямками діяльності по всьому світу є участь у антиядерних питаннях і протидія таким явищам як: зміна клімату, знеліснення, надмірний вилов риби, комерційний китобійний промисел, генна інженерія. Грінпіс не приймає фінансування від урядів, корпорацій або політичних партій, спираючись на 2,9 млн прихильників, волонтерів та благодійний фонд.

## Заснування та історія

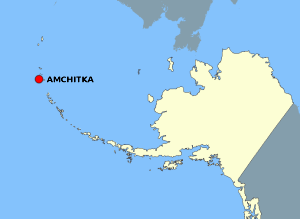
Острів Амчітка

У кінці 1960-х років США планували підземні ядерні випробування на тектонічно нестійкому острові Амчітка на Алясці. Через землетрус, що відбувся на Алясці у 1964 році, виникали побоювання його повторення або навіть цунамі. У 1969 році пройшла демонстрація, 7 тис. осіб перекрили дорогу на пункті пропуску між США та Канадою. Та цей протест не зупинив США від ядерного випробування.
На щастя, ні землетрусу, ні цунамі це не викликало, проте влада оголосила, що збирається підірвати бомбу в п'ять разів потужнішу, ніж першого разу. Серед противників були Джим Болен, який був ветераном ВМС США, Ірвінг Стоу та Дороті Стоу.
16 жовтня 1970 року Ірвінг Стоу організував благодійний концерт, який підтримала Джоан Баез в Пасифік Колізіум у Ванкувері. Концерт створив фінансову основу для першої кампанії Грінпісу.
15 вересня 1971 року щойно створений комітет «Don't Make a Wave» («Не створюйте хвилю») направив судно «Філліс Кормак», яке згодом було перейменоване в «Грінпіс» за маршрутом від Ванкувера до Амчітки для протесту проти ядерного випробування. Протести змусили Федеральний уряд США припинити випробування в районі Амчітки і до кінця 1971 року острів став заповідником для птахів.
У 1972 році комітет «Don't Make a Wave» («Не створюйте хвилю») перейменовано в «Greenpeace Foundation».
Згодом, Грінпіс проводив безліч кампаній проти комерційного полювання на китів. Перша експедиція вирушила з канадського міста Ванкувер, аби провести акцію протесту біля радянських китобійних кораблів.
У 1982 році Грінпіс домігся розгляду Міжнародною Китобійною Комісією мораторію на комерційний вилов китів, який у 1986 році набув чинності. У 1994 році зона антарктичних морів була оголошена заповідником для китів.
У 1985 році корабель Грінпісу «Воїн веселки» («Rainbow Warrior») провів евакуацію жителів тихоокеанського атола Ронгелап. Понад 95 % населення атола постраждали від радіаційного зараження після вибуху атомної бомби на американському полігоні. Екіпаж «Воїна веселки» планував незабаром здійснити акцію протесту проти випробувань, які збиралася проводити Франція на атолі Муруроа. Агенти французьких спецслужб підірвали корабель напередодні акції, що викликало загибель фотографа Фернанду Перейра.
У 90-х роках Грінпіс привертав увагу громадськості до проблеми забруднення повітря і руйнування озонового шару. Проводились акції на заводах відомих фірм, на яких відбувався викид вуглеводнів. У 1992 році за ініціативою організації Грінпіс, німецькі вчені розробили технологію Greenfreeze.
У 1996 році Грінпіс почав кампанію проти генетично модифікованих продуктів. У 1999 році уряд Євросоюзу встановив мораторій на ввезення і вирощування генетично змінених культур.
У травні 2023 року Генеральна прокуратура РФ визнала Greenpeace «небажаною організацією» в Росії

## Основні напрямки
Станом на березень 2007 року в програмі Грінпісу є 6 завдань:
1. зупинити глобальне потепління;
2. зберегти природу океанів;
3. зберегти стародавні ліси та джунглі;
4. забезпечити атомне роззброєння;
5. ввести екологічне землеробство;
6. припинити виготовлення токсичних речовин;

### Генетично модифіковані організми (ГМО)
Починаючи з початку 2000-их років Грінпіс систематично бореться проти вирощування та вживання в їжу генетично-модифікованих організмів. Найбільш відомими випадками цієї боротьби є скандал з допомогою США під час голоду в Замбії, дослідження Желя-Еріка Сераліні і Арпада Пуштаї та боротьба Грінпіс проти золотого рису.

#### Голод в Замбії
У 2001-2002 роках внаслідок посухи в кількох країнах Африки, в першу чергу в Замбії, більше 2 мільйонів людей відчували нестачу їжі. Разом із тим уряд Замбії відмовився від частини міжнародної допомоги, що містила ГМО, посилаючись на псевдонаукові твердження про шкідливість генно-модифікованої їжі. Грінпіс підтримав відмову уряду Замбії, стверджуючи, що США «повинні дозволити одержувачам допомоги обирати свою продовольчу допомогу, та купувати локальну їжу, якщо їх про це просять. Ця практика може стимулювати економіку, що розвивається, і створити більш надійну продовольчу безпеку", додавши, що "якщо у африканців справді немає іншої альтернативи, суперечливу генетично модифіковану кукурудзу слід перемелювати, щоб її не можна було висаджувати ця умова дозволила сусідам Замбії Зімбабве та Малаві прийняти її».
Після того, як Замбія припинила приймати будь-яку допомогу ГМО, колишній міністр сільського господарства Замбії розкритикував це рішення та заяви Грінпіс, заявивши, «ми побачимо, скільки людей помре внаслідок перериву в програмі постачання їжі - та як різні міжнародні неурядові організації, які схвально висловлювалися про дії уряду, узгодять кількість жертв зі своїм сумлінням». Стосовно рішення Замбії, Грінпіс заявив, що «для нас було очевидно, що якщо не існувало би іншої допомоги, окрім ГМО, уряд мав би погодитися на ГМО-допомогу. Але уряд Замбії вирішив відмовитися від допомоги ГМО. Ми висловили свою думку уряду Замбії проте, як і багато урядів, вони знехтували нашими порадами».

#### Фальсифіковані дослідження Сераліні та Пуштаї
У 2007 році Грінпіс профінансував дослідження Жиля-Еріка Сераліні щодо генетично модифікованої кукурудзи MON 863, яке дійшло висновку, що вона викликає проблеми зі здоров’ям щурів, які брали участь у дослідженні. Оцінка Європейського агентства з безпеки харчових продуктів (EFSA) і французької комісії з біомолекулярної гігієни (AFBV) вказала на серйозні методологічні помилки в публікації. Подальші дослідження Сераліні щодо ГМО призвели до широкомасштабної критики наукового шахрайства та скасування його публікацій.
Інше дослідження щодо генетично-модифікованої картоплі проводив Арпад Янош Пуштаї. Це дослідження дійшло схожих висновків, але було розкритиковане та пізніше відкликане. Тим не менш, в 2007 році активісти Грінпіс посилались на нього та стверджували, що судові процеси, які проходять в росії, доводять шкідливість генетично-модифікованих продуктів.

#### Золотий рис
Грінпіс виступає проти роповсюдження золотого рису, сорту рису Oryza sativa, виробленого за допомогою генної інженерії для біосинтезу бета-каротину, прекурсора про-вітаміну А в їстівних частинах рису. Додавання бета-каротину до рису розглядається як профілактика втрати зору в бідних країнах, де планувалось поширювати золотий рис. За твердженнями Грінпіс, золотому рису нічого не вдалося зробити з недоїданням протягом 10 років, протягом яких альтернативні методи демонструють успіхи боротьби з недоїданням. Альтернатива, запропонована Грінпіс, полягає в тому, щоб перешкоджати вирощуванню монокультур і збільшувати виробництво культур, які природно багаті поживними речовинами (містять інші поживні речовини, яких немає в золотому рисі на додаток до бета-каротину). Грінпіс стверджує, що ресурси слід витрачати на програми, які вже працюють і допомагають зменшити недоїдання.
У червні 2016 року конгломерат із 107 лауреатів Нобелівської премії підписав відкритий лист із закликом до Грінпіс припинити свою кампанію проти генетично модифікованих культур і Золотого рису зокрема. У листі вони також закликали уряди країн світу «зробити все від них залежне, щоб протистояти діям Грінпіс і прискорити доступ фермерів до всіх інструментів сучасної біології, особливо насіння, вдосконаленого за допомогою біотехнології». У листі йдеться про те, що «протистояння, засноване на емоціях і догмах, яке суперечить даним, має бути припинено». Грінпіс відповів, заявивши, що «звинувачення в тому, що хтось блокує генетично модифікований «золотий» рис, є хибними» і що вони підтримують «...інвестування у стійке до змін клімату екологічне сільське господарство та надання фермерам доступу до збалансованого та поживного раціону, а не виливати гроші в каналізацію для ГМ «золотого» рису».

## Основні досягнення
Основні досягнення організації:
1. Збереження китів. Запобігання вилову китів китобійними суднами. Занесення китів під охорону.

## Країни поширення

Мапа країн із офіційним офісом Greenpeace (національним або регіональним)

Грінпіс засновано у Канаді в 1971 році. На сьогодні Грінпіс об'єднує 28 національних і регіональних організацій у 47 країнах Європи, Азії, Північної та Південної Америки. В Азії ця охоронна організація поширена більше, ніж у Європі. Австралія та Океанія налічує у собі багато філій Грінпіс. Найменше поширений Грінпіс в Африці.

### Регіональні офіси
Регіональні офіси поєднують кілька держав.
Центральна та східна Європа (Австрія, Угорщина, Польща, Словаччина, Словенія, Україна))
Скандинавія (Данія, Норвегія, Фінляндія, Швеція)
Середземномор'я (Ізраїль, Ліван, Мальта, Туреччина)
Південно-Східна Азія (Індонезія, Таїланд, Філіппіни)
Австралія та Океанія (Австралія, Папуа Нова Гвінея, Соломонові Острови, Фіджі)

### Національні офіси
Європа: Бельгія, Велика Британія, Німеччина, Греція, Іспанія, Італія, Люксембург, Нідерланди, Португалія, Росія, Румунія, Франція, Чехія, Швейцарія, Україна
Азія:
Індія, Китай, Японія
Африка: Демократична Республіка Конго, Сенегал, ПАР
Північна Америка: Канада, Мексика, США
Південна Америка: Аргентина, Бразилія, Чилі
Австралія та Океанія: Нова Зеландія

## Цікавинки
- Піснею Greenpeace Ukraine є польська-українська народна пісня «На Зеленій Україні».